# Defiant Comics
Defiant Comics è una casa editrice statunitense di fumetti che faceva capo a  Enlightment Entertainment Partners, LP. Fu fondata nel 1993 da Jim Shooter.

## Storia
La Defiant Comics (in inglese fumetti audaci) venne fondata alla vigilia dell'abbandono di Shooter della Valiant Comics. Dopo aver tentato, senza successo, di recuperare la sua parte di quote della Voyager Communications, compagnia che deteneva le quote di maggioranza della Valiant, decise di aprire una nuova casa editrice. All'epoca, molti componenti dello staff, disegnatori e scrittori che lavoravano per la Valiant furono costretti a uscirne oppure a smettere a causa della loro associazione con Shooter. Furono rapidamente integrati nei ranghi del nuovo editore.
Shooter strinse un accordo con il River Group con il quale, insieme con altre cose, produssero figurine. All'inizio del 1993, la Defiant pubblica il suo primo titolo: Plasm. Non appena la notizia giunse alla Marvel Comics, fu intentata una causa contro la Defiant. La Marvel sostenne che il nuovo  titolo violava il suo copyright. Jim Shooter si difese, adducendo il fatto che il personaggio richiamato era un'oscura pubblicazione, abbastanza recente, prodotta dalla Marvel UK, la divisione britannica della Marvel. Fece notare anche che il concetto alla base del personaggio contestato era molto diverso da quello Marvel. Ciò malgrado, le spese processuali vuotarono le casse della compagnia, forzandola alla chiusura prima di dover dichiarare bancarotta. La Defiant chiuse ufficialmente le pubblicazioni nell'estate del 1995.

## Titoli pubblicati

### Prime uscite e serie portanti dell'universo Defiant
- Dark Dominion
- Good Guys
- Warriors of Plasm (originariamente Plasm)

### Seconda ondata di serie
- Charlemagne
- Dogs of War (spin-off di Warriors of Plasm)
- Prudance and Caution (spin-off di Warriors of Plasm)
- War Dancer (spin-off di Warriors of Plasm)

### One-shot (albi singoli)
- Birth of Defiant Universe
- Glory (spin-off di Warriors of Plasm)
- Great Grimmax (spin-off di Warriors of Plasm)
- Origin of Defiant Universe
- Splatterball (spin-off di Warriors of Plasm)

Jim Shooter aveva progettato di lanciare un crossover tra tutti gli albi, intitolato Schism. Ma uscirono solo due numeri di quelli pianificati prima della chiusura della casa editrice.
| Controllo di autorità | VIAF (EN) 3044149235092876690006 · LCCN (EN) no2017046175 |